# Хамеди, Тарик
Тарик Али Хамеди (араб. طارق حامدي‎, 26 июля 1998, Эль-Джубайль) — каратист из Саудовской Аравии, серебряный призёр Олимпийских игр, двукратный чемпион Азии.

## Биография
На кадетском и юниорском уровне соревновался в весовой категории до 75 килограмм, затем перешел в более тяжелый вес. Первый успех к аравийцу пришел в 2017 году, когда ему впервые удалось стать чемпионом Азии. В финале в категории свыше 84 килограммов он обыграл действующего чемпиона мира — иранца Саджада Ганджзаде. После этого успеха Хамеди стал регулярно попадать в медали на крупнейших азиатских турнирах.
В 2021 году каратэ дебютировало в программе Олимпиады в Токио. Путевку на игры Хамеди заработал благодаря успешному выступлению на квалификационном турнире в Париже. В Японии спортсмен уверенно провел все поединки и вышел в финал, где ему противостоял знакомый соперник — Ганджаде. Во время решающего поединка Хамеди и использовал запрещенный прием, ударив противника в шею. Иранец получил тяжелую травму и покинул соревнования на носилках. Судьи приняли решение дисквалифицировать представителя Саудовской Аравии и присудить победу Ганджаде.